# 周邊動脈阻塞
周邊動脈疾病（Peripheral artery disease, PAD），可以稱為周邊血管疾病（Peripheral vascular disease, PVD）、周邊動脈阻塞性疾病（Peripheral artery occlusive disease, PAOD），或是周邊閉塞性動脈病變（Peripheral obliterative arteriopathy, POA），是一種供應大腦和心臟以外之動脈的窄化現象，多數情況會影響患者的雙腿。典型的症狀是走路時腳痛，但這種症狀在休息時便可改善。其他症狀包括：皮膚潰瘍、皮膚偏藍、冰冷，或是患肢的指甲和毛髮生長較差。併發症可能包括感染或壞疽，可能會導致截肢、冠狀動脈疾病或中風，不過有將近一半的病患是沒有症狀的。
周邊動脈阻塞最主要的危險因子是吸菸。其他危險因子包括糖尿病、高血壓 和高膽固醇。其潛在的致病機轉通常是動脈粥樣硬化，如果硬化的斑塊脫落將會導致動脈的完全阻塞，其他原因包含動脈痙攣。周邊動脈阻塞通常藉由發現踝肱指數（Ankle-brachial index, ABI）低於0.90而確診，踝肱指數的公式是腳踝的收縮壓除以手臂的收縮壓，血管攝影是更準確的診斷方法，不過它具有一定的風險。
目前篩檢的效果仍待進一步研究，對於周邊動脈阻塞的病患，戒菸和運動療法能夠改善。藥物治療包括HMG-CoA還原酶抑制劑（Statin）、ACE抑制劑和西洛他唑 都會有幫助，阿司匹林對於輕症患者沒有顯著幫助，但通常會建議較嚴重的患者使用，华法林並沒有特別效益。一些用來治療周邊動脈阻塞的手術包括冠状动脉旁路移植、血管再成形術和旋切術。
2010年全世界有將近2.02億人有周邊動脈阻塞的疾病。在已開發國家，周邊動脈阻塞在45至50歲的民眾中佔了5.3%，85至90歲中佔了18.6%；而在開發中國家，45至50歲的民眾中佔了4.6%，85至90歲中佔了15%。在已開發國家，男女罹病的比例相當；但在開發中國家則是女性較容易罹病。 在1990年，周邊動脈阻塞造成近16,000的死亡；在2013年，周邊動脈阻塞造成的死亡數更高達近41,000人。

## 病理機制
周邊動脈疾病泛指周邊動脈血液循環系統的阻塞，導致與血液灌流不足有關的病理變化。而周邊動脈疾病好發於下肢周邊的動脈循環系統，且最常影響骨骼肌的血液灌流，導致骨骼肌長期處於血氧供給不足的代謝環境，使骨骼肌慢性病變，因此周邊動脈疾病的進展常是緩慢且漸進式的，而這也與其動脈粥狀硬化疾病進展有關。
引起動脈粥狀硬化的風險因子有很多，用以闡述其進展機制的理論也很多，引用目前最廣為科學界所接受的損傷反應假說(response-to-injury hypothesis of atherosclerosis)。該假說認為動脈粥狀硬化的起始點便是內皮細胞的長期損傷，引起的慢性發炎反應所導致的結果。而導致內皮細胞損傷的原因可能是物理性的。例如直接的創傷、血壓長期升高導致的損傷、動脈分支處容易產生渦流引起的傷害；也有可能與血液環境物質對內皮細胞的暴露有關。例如血液中氧化物質的引起的損傷、慢性的高血糖或高血脂或是血液中容易對內皮細胞產生損傷的有害物質與代謝產物，像是同半胱胺酸等。皆有可能是引起血管內皮細胞長期處於損傷狀態的可能性，而血管組織偵測到內皮細胞的損傷，便會釋放發炎物質，例如Tumor Necrosis Factor alpha(TNF-α)會改變血管內皮的基因表現，增加其Vascular Cell Adhesion Molecule type 1(VCAM-1)的表現量，單核球與T淋巴球會辨識VCAM-1，與趨化因子的共同介導下，進入損傷的內皮細胞中，引發進一步的發炎反應。
長期處於發炎環境中的內皮細胞，其基因的表現與調節便會失靈，內皮細胞維持血液層流（laminar flow）與調節血管物質交換的功能也會受到影響，使得Low Density Lipoprotein(LDL)有較高的機會被氧化，例如被nitrogen oxide(NO)、巨噬細胞、脂氧合酶(lipoxygenase)等氧化，形成氧化態的LDL，氧化態的LDL會被巨噬細胞所吞噬，但是無法被巨噬細胞所分解，巨噬細胞進而凋亡形成泡沫細胞(foam cell)甚至膽固醇結晶(cholesterol crystal)，堆積在血管內膜當中(tunica intima)。
此外，血管內皮細胞的損傷也會曝露組織凝血致活酶（tissue thromboplastin），提高外在路徑的凝血反應機會，引起血栓的病理變化；而產生血栓過程中，血小板也會釋放血小板衍生生長因子(platelet-derived growth factor)與發炎反應中巨噬細胞分泌的纖維母細胞生長因子(fibroblast growth factor)和TNF-α，皆會促進血管內膜的平滑肌增生與細胞外基質(extra-cellular matrix)的堆積，形成血管內膜增厚(intima thicken)的病理變化，在巨觀結構上便能觀察到動脈硬化斑(fatty streak)的解剖變化。
   綜上所述，從血管內皮細胞的損傷所引起的一連串慢性發炎的反應，與外在路徑的凝血反應參與，到最後形成動脈硬化斑的病理變化，是周邊動脈疾病因周邊動脈血管阻塞，導致細胞組織灌流不足的最廣為接受的病理機制，因此當今臨床的藥物治療上，會運用抗血栓藥物進行治療，也是根基於干預這一連串的病理反應路徑為立論基礎。但在治療之前，我們可以先針對周邊動脈疾病的風險因子進行預防。

## 風險因子
如上病理機制中所提及，周邊動脈疾病與動脈粥狀硬化的發生息息相關，因此減少動脈粥狀硬化的風險因子，相對也能減少周邊動脈疾病的風險。而周邊動脈疾病的風險因子在臨床上主要分為不可緩和(nonmodifiable)與可緩和(modifiable)兩大類。
   不可緩和的風險因子主要與先天的基因表現有關，像是常見於家族性的高膽固醇血脂症，提高LDL被氧化的機率，增加動脈粥狀硬化發生的風險，另外先天性的血管異常疾病，因無法有效調節血液層流的理想生理狀態，進而增加血管內皮受損的機率，也會提高動脈粥狀硬化發生的風險；此外不可緩和的風險因子也與年紀有關，年紀越高發生周邊動脈疾病的比率也提高，這也與血管隨著年紀增加損傷的機制有關；最後，周邊動脈血管疾病男性發生率較女性為高，雖機制仍待探索，但認為很可能就是性別因素背後的賀爾蒙差異引起的差別所致。
可緩和的風險因子像是高血脂與高血糖皆有藥物可進行適當的控制，此外目前最常使用的藥物便是抗凝血藥物，進而阻斷動脈粥狀硬化有外在凝血路徑參與的機制，此外減少氧化物質與容易引起發炎反應物質的暴露，也能有效減少周邊動脈疾病的發生機率。
由上所知，我們可以在日常生活中，降低可緩和的風險因子，減少周邊動脈疾病的發生率，面對不可緩和的風險因子，以公共衛生的角度來看，也應提高有較高發生率族群的警覺性，發展預防醫學的策略；而當今治療周邊動脈疾病偏向以抗凝血藥物為主，實與流行病學的大數據基礎下，所論證得出的指導原則(guideline)有關。根據美國心臟協會與美國心臟學會在2016年的指導原則(American College of Cardiology/American Heart Association (ACC/AHA) Guideline)所提及，確定患有周邊動脈疾病，且有明顯周邊動脈疾病症狀的族群，有顯著性較高的機率發生重大不良心臟事件(Major Adverse Cardiac Event)與重大不良下肢事件(Major Adverse Limb Event)的機率提高很多[2]，而周邊動脈疾病與重大不良心臟事件或是重大不良下肢事件，在病理機制的共通點，便是血小板的凝集活性上升與凝血活性上升，且重大不良心臟事件與重大不良下肢事件的對人體的傷害也比較高，因此在周邊動脈疾病的病人治療分針上，偏向於避免重大不良心臟事件與重大不良下肢事件為主，而採取抗凝血或抗血小板的治療藥物為主。

## 治療策略
周邊動脈疾病的治療策略上所述，最主要便是避免對人體有較大傷害的重大不良心臟事件與重大不良下肢事件的發生，而不同程度病理發展的病患，在治療策略上也稍有不同，因此臨床上將患有周邊動脈疾病的病人分為有症狀表現或無症狀表現，與有心血管疾病史或無心血管疾病史兩大分類指標，如下表四共分為四個群體，且根據生物統計學上的論證基礎，各有不同的治療策略。

表一:AHA/ACC guideline於周邊動脈疾病的分類
|                          | 無心血管疾病史                                                           | 非急性心血管疾病史                                                               |
|                          | 無心血管疾病史                                                           |                                                                                  |
| 無症狀表現的周邊動脈疾病 | 群體一(group1) 降低心血管疾病的風險因子為主。                            | 群體二(group2) 避免心血管疾病的復發，建議服用P2Y12抑制劑                         |
| 有症狀表現的周邊動脈疾病 | 群體三(group3) 藥物治療預防主要不良心臟與下肢事件，建議服用P2Y12抑制劑。 | 群體四(group4) 避免心血管疾病的復發，建議服用P2Y12抑制劑，並適量使用其他抗凝血劑 |

群體一有周邊動脈疾病卻無症狀表現，也無心血管病史的病患。該群體的病患屬於較早期的周邊動脈疾病，通常以降低動脈粥狀硬化可緩和的風險因子為主要的治療策略，以避免重大不良心臟與下肢事件發生為主。例如血糖與血脂的控制與降低引起內皮細胞損傷因子的暴露為主，且因為抗凝血藥物的治療在臨床試驗上並無顯著性，因此在指導原則上並無建議進行抗凝血藥物的治療。
群體二為有周邊動脈疾病且無明顯症狀，但有心血管疾病史，此群體病患主要以避免心血管疾病的復發，例如穩定型心絞痛的治療為主。因此建議服用抗凝血藥物，例如Clopidogrel，需要經過CYP450酵素代謝唯有活性的代謝物質，再有選擇性且不可逆的結合在血小板的P2Y12受器上，抑制了adenosine diphosphate (ADP)結合在P2Y12受器上的位點，也抑制了glycoprotein GPIIb/IIIa complex的活化，進而抑制血小板的凝集，達到抗凝血的效果。
群體三為有周邊動脈疾病且有明顯症狀，但無心血管疾病史。此類病人因為周邊動脈疾病進展較為後期，且有明顯症狀，所以其發生主要不良心臟或下肢事件的機率也大幅提高，因此主要的治療策略為降低主要不良心臟或下肢事件的發生，而建議抗凝血治療，例如P2Y12受器的抑制劑—Clopidogrel、Ticagrelor。Ticagrelor與Clopidogrel在機轉上不同之處為其是有選擇性且可逆的結合在血小板的P2Y12受器上，與Clopidogrel為不可逆的結合在血小板的P2Y12受器上有些許不同，但在 Examining Use of Ticagrelor in Peripheral Artery Disease (EUCLID) trial中發現，Ticagrelor與Clopidogrel在周邊動脈疾病的治療上有類似的效果，因此認為Ticagrelor可做為Clopidogrel的替代用藥。
群體四為有周邊動脈疾病且有明顯症狀，且有非急性心血管疾病史。該群體的病患發生主要不良心臟或下肢事件的機率是所有群體中最高的，因此在治療上也是偏向以避免主要不良心臟或下肢事件的復發為主要策略，而採用抗凝血藥物的治療，但在臨床試驗上，發現使用兩種以上抗凝血藥物效果並不比單用一種抗凝血藥物來得好，而且還會增加出血副作用的發生率，因此建議單用Aspirin或P2Y12受器的抑制劑。
目前仍有兩種在試驗中的藥物Rivaroxaban與Vorapaxar。Rivaroxaban有很高的選擇性能競爭性抑制凝血因子Xa，根據Cardiovascular Outcomes for People Using Anticoagulation Strategies(COMPASS) trial，該試驗將有症狀的周邊動脈疾病且有穩定型心絞痛的病患分為三組。第一組為每天服用兩次2.5mg的Rivaroxaban和aspirin；第二組為每天服用兩次5mg的Rivaroxaban；第三組為每天服用aspirin。結果發現第一組比第三組能顯著降低主要不良心臟與下肢疾病，但是第一組卻會增加消化道出血的機會，與小幅增加腦出血的機會，因此Rivaroxaban使用在周邊動脈疾病的治療上仍未受到美國FDA(Food and Drug Administration)的認可。
而Vorapaxar能競爭性抑制血小板的Protease-Activated Receptor-1(PAR-1)，而PAR-1與thrombin引起了血小板凝集有關，因此抑制PAR-1能降低血小板的凝集，而根據2013年Vorapaxar in patients with peripheral artery diseas的臨床試驗，發現Vorapaxar並不能顯著性降低主要不良心臟事件，但是能顯著性降低主要不良下肢事件，而且Vorapaxar能顯著性提高周邊血管的新生，因此Vorapaxar也許能成為未來治療主要不良下肢事件的新藥物。
而目前也有心臟細胞的研究，發現Vascular Endothelial Growth Factor(VEGF)能增加，間充質幹細胞的存活率(mesenchymal stem cells)，也許能用在未來心肌梗塞細胞治療的應用基礎上。而也期待未來在更加理解無論是動脈粥狀硬化的機制，抑或是血液凝結的細節，或是更多有關血管新生的分子環境，都能成為未來在治療上更加精準的標的，也更加精準且人性化的醫療。